# Ruta Bridger

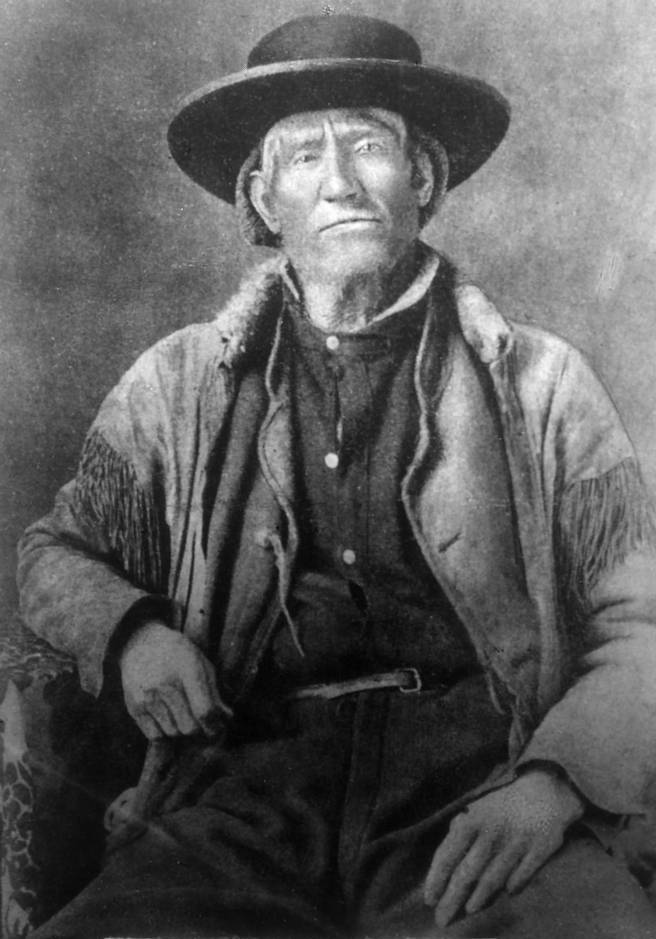
Jim Bridger (1804-71), el trampero y montañés que reconoció la ruta que lleva su nombre.

La ruta Bridger (también llamada senda, sendero o camino) (en inglés, Bridger Trail) fue una histórica ruta por tierra localizada en el noroeste de los Estados Unidos, que conectaba la ruta de Oregón («Oregon Trail») con los campos de oro de Montana. El descubrimiento de oro en Virginia City (actual Montana) en 1863, llevó a colonos y prospectores a buscar una forma de acceder desde la parte central del actual estado de Wyoming hasta Montana.
La ruta Bridger, que partía desde Red Buttes y llegaba hasta Virginia City (130 hab. en 2000), tenía unos 820 km (510 millas). Tomando como promedio unas 15 millas por día, con un descanso de un día por semana, llevaba unos 34 días recorrer la ruta. Sin embargo, dado que había que hacer reconocimientos de varios cursos de agua y remontar algunas sierras, podía llevar más tiempo (hasta 50 días).
La ruta lleva su nombre en reconocimiento del trampero y explorador Jim Bridger, que fue el primero que la estableció en 1864.

## Historia
En 1863, John Jacobs y John Bozeman habían explorado la ruta Bozeman («Bozeman Trail»), que era una ruta directa a los campos de oro de Montana a través de la región del río Powder, por la vertiente oriental de las montañas Bighorn. Dado que la región estaba controlada por los sioux, cheyenne y arapaho, cuando los colonos comenzaron a atravesar su territorio los indios, molestos, intensificaron sus ataques a lo largo de la ruta. 
En 1864, el comandante de Fuerte Laramie, el coronel William O. Collins, preocupado por las hostilidades a lo largo de la ruta Bozeman, quiso saber el parecer de Jim Bridger sobre si era posible atravesar la cuenca del río Bighorn, en la vertiente occidental de las montañas Bighorn. En 1859, Bridger había guiado una expedición topográfica a través de la zona y conocía bien la región. Bridger fue encargado de dirigir una caravana de colonos que partiendo de Denver, discurriría por una nueva ruta a las minas a través de la cuenca del río Bighorn, por la vertiente occidental de las montañas Bighorn. En total, 10 caravanas hicieron el viaje en la primavera y el verano de 1864, dos de ellas guiadas personalmente por Bridger. Al año siguiente, las hostilidades a lo largo de la ruta Bozeman aumentaron hasta el punto de que el general Grenville M. Dodge (1831-1916) ordenó al general de brigada Patrick E. Connor (1820–91) dirigir la primera expedición al río Powder para tratar de poner fin a los ataques a lo largo de la ruta. Connor eligió a Bridger como uno de sus guías, y Bridger pasó los siguientes años guiando varios excursiones militares en la región del río Powder y nunca más dirigió a más colonos a lo largo de la ruta Bridger, que en su honor ya llevaba su nombre. 

## Ruta
La ruta dejaba la ruta de Oregón en Red Buttes, cerca de Fort Caspar, en el centro del actual estado de Wyoming, y se dirigía en dirección noroeste. El camino cruzaba el arroyo Badwater cerca de la actual Lysite, y seguía el arroyo Bridger por las montañas Bridger, localizadas justo al oeste del extremo sur de las montañas Bighorn. Después de crestear la cordillera, la pista descendía por el arroyo Kirby hasta su confluencia con el río Bighorn, cerca de la actual Lucerne (525 hab.). Desde allí, el camino giraba hacia el norte y seguía el río Bighorn. En la desembocadura del arroyo Nowood, la pista se encaminaba hacia el noreste y remontaba el río Greybull. Después de cruzarlo, los colonos vadeaban el río Shoshone (160 km) cerca de Powell (5.375 hab.) y continuaban hacia el norte, ya por la actual Montana. Después de atravesar el cañón Bridger, el camino alcanzaba una de las fuentes del río Yellowstone, el ramal Clark («Clark's Fork of the Yellowstone River»). Descendía el valle del río Clark aguas abajo y dejaba atrás la actual ciudad de Bridger (Montana) (745 hab.), para finalmente unirse nuevamente con la ruta Bozeman en el arroyo Rock. 
Desde este punto las dos rutas continuaban hacia el Oeste, yendo la ruta Bridger por la orilla sur del río Yellostone. Luego, en la vecindad del actual paso Bozeman («Bozeman Pass») ambas rutas variaban eligiendo cada una una forma de cruzar esas montañas. Luego las rutas se unían en la misma pista hasta encontrarse donde está la actual ciudad de Bozeman. El camino seguía al Oeste, cruzando el río Gallatin y, a continuación, alcanzaba el río Madison. En ese punto, la ruta se encaminaba hacia el Sur, remontando el valle del Madison hasta la animada comunidad minera de oro de Virginia City, en el entonces Territorio de Montana. 

## Vestigios
Pocos restos de la ruta se conservan hoy en día. Algunas pistas visibles se pueden ver en los condados de Fremont y Hot Springs. Hay dos conjuntos de esculturas de los colonos donde ellos dejaban grabados sus nombres: uno sobre un acantilado de arenisca, cerca del arroyo Bridger, y el otro en la Signature Rock, entre Byron y Cowley.